# Bis (singolo)
Bis è un brano di Elio e le Storie Tese, secondo singolo estratto dall'album Craccracriccrecr del 1999. La versione originale del brano fu originariamente pubblicata come "ghost track" per l'album Eat the Phikis (del 1996), eseguita sull'aria di Certe notti, nota canzone di Ligabue.

## Descrizione
Oltre alla musica del Liga, vengono citati anche alcuni dei personaggi di alcuni dei loro brani più celebri: John Holmes (protagonista di John Holmes [una vita per il cinema]), la Donna volante (la nemica di Elio in Carro) e Supergiovane (protagonista di Supergiovane). Sono citatati inoltre il Pipppero®, I Got You Babe di Cher, Feiez («c'è Paolone che pensa alla fregna») e gli altri membri del gruppo. Inoltre, nella versione CD è possibile ascoltare una registrazione in olofonia, apprezzabile solo con le cuffie, in cui si ha l'impressione che i componenti del gruppo siano intorno all'ascoltatore, intenti in varie azioni.

## Formazione
- Elio - voce
- Rocco Tanica - tastiera
- Cesareo - chitarra elettrica
- Faso - basso
- Christian Meyer - batteria